# Extremities, Dirt & Various Repressed Emotions
Extremities, Dirt & Various Repressed Emotions è l'ottavo album in studio del gruppo musicale post-punk inglese Killing Joke, pubblicato nel 1990.

## Tracce
1. Money Is Not Our God – 5:16
2. Age of Greed – 7:23
3. The Beautiful Dead – 5:57
4. Extremities – 5:19
5. Intravenous – 7:02
6. Inside the Termite Mound – 7:49
7. Solitude – 4:56
8. North of the Border – 5:52
9. Slipstream – 7:07
10. Kaliyuga – 2:08
11. Struggle – 6:13

## Formazione
- Jaz Coleman - voce, sintetizzatore
- Kevin "Geordie" Walker - chitarra
- Paul Raven - basso
- Dave "Taif" Ball - basso
- Martin Atkins - batteria
- John Bechdel - sintetizzatore
- Dave Kovacevic - sintetizzatore
- Hodge - voce